# Чинь Минь Тхе
Чинь Минь Тхе (вьет. Trình Minh Thế; 1922—1955) — вьетнамский националист и военачальник конца Первой Индокитайской войны и начала Вьетнамской войны.

## Ранние годы
Чинь Минь Тхе родился в провинции Тэйни́нь на юго-западе Вьетнама и воспитывался в синкретической религии Каодай, основанной в главном городе провинции — Тэйнинь. Обучался в военном офицерском училище под руководством японской Кэмпэйтай (Япония использовала полувоенные формирования каодай и других подобных ей организаций для установления своего протектората над Вьетнамом). В 1945 Тхе становится офицером армии каодай.

## Карьера
В июне 1951 Тхе с 2000 солдат отделяется от каодай и создает свою армию, Льен Минь (Liên Minh), для борьбы как с французами, так и с Вьетминем. Отец и брат Тхе также присоединились к Льен Минь; убиты в сражении с вьетминовцами.
Тхе организовал серию террористических взрывов в Сайгоне (Хошимин) в 1951—1953 гг., в то время приписываемых коммунистам. Кроме того, он, вероятно, организовал и убийство французского генерала Шансона в городе Шаде́к (вьетн. Sa Đéc) на юге страны в 1951 году.
В 1954 американский военный советник Эдвард Лансдейл вел переговоры с Тхе об оказании помощи премьер-министру Нго Динь Зьему и Армии Республики Вьетнам (АРВ).
13 февраля 1955 войска Тхе официально вошли в состав Южно-Вьетнамской Армии, а самому Чинь Минь Тхе было присвоено звание генерала. Он возглавил триумфальный марш Льен Минь в Сайгон (Хошимин).
Через посредство Лансдейла США продолжали финансировать Тхе, а также другие военные группировки каодай. Однако, поскольку южновьетнамское правительство действовало нерешительно, многие военные лидеры объявили о своей оппозиции Зьему и предприняли попытку переворота. Неизвестно, поддерживал ли их Тхе, также неясно, намеревались ли поддерживать премьер-министра в борьбе с восставшими Соединенные Штаты. Тхе мог бы стать реальным преемником Нго Динь Зьема.
Тем не менее, армия Льен Минь выступила на стороне премьер-министра и вновь вошла в Сайгон именно по просьбе Лансдейла.

## Смерть
3 мая 1955 Тхе был убит выстрелом в голову. Убийство осталось нераскрытым, обвинения звучали как в адрес французов, так и в адрес правительства Южного Вьетнама.
Чинь Минь Шон, сын Тхе, утверждает, что его отец был убит выстрелом из пистолета двумя пулями, а не одной, как сообщалось в прессе. Он также считает, что причиной убийства могло стать желание южновьетнамского правительства предотвратить формирование Тхе оппозиции в будущем.